# 阿維拉普萊斯 (加利福尼亞州)
阿維拉普萊斯（英語：Avila Place）是位於美國加利福尼亞州拉森縣的一個非建制地區。該地的面積和人口皆未知。

## 地理
阿維拉普萊斯的座標為41°02′35″N 120°52′04″W / 41.04306°N 120.86778°W，而該地的平均海拔高度為1419米（即4655英尺）。